# Thomas de Camoys

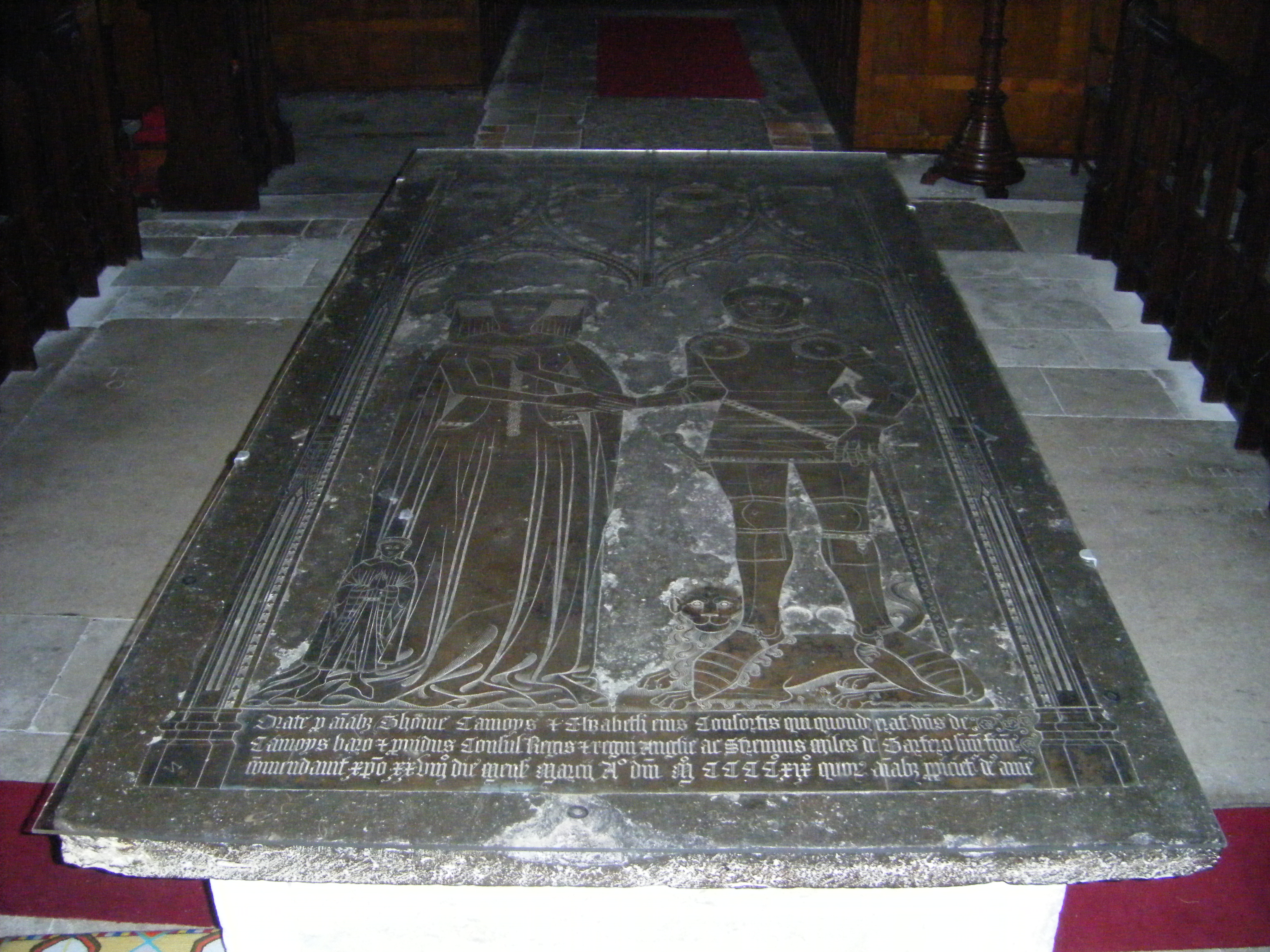
Tomba di Thomas e Elizabeth di Camoys

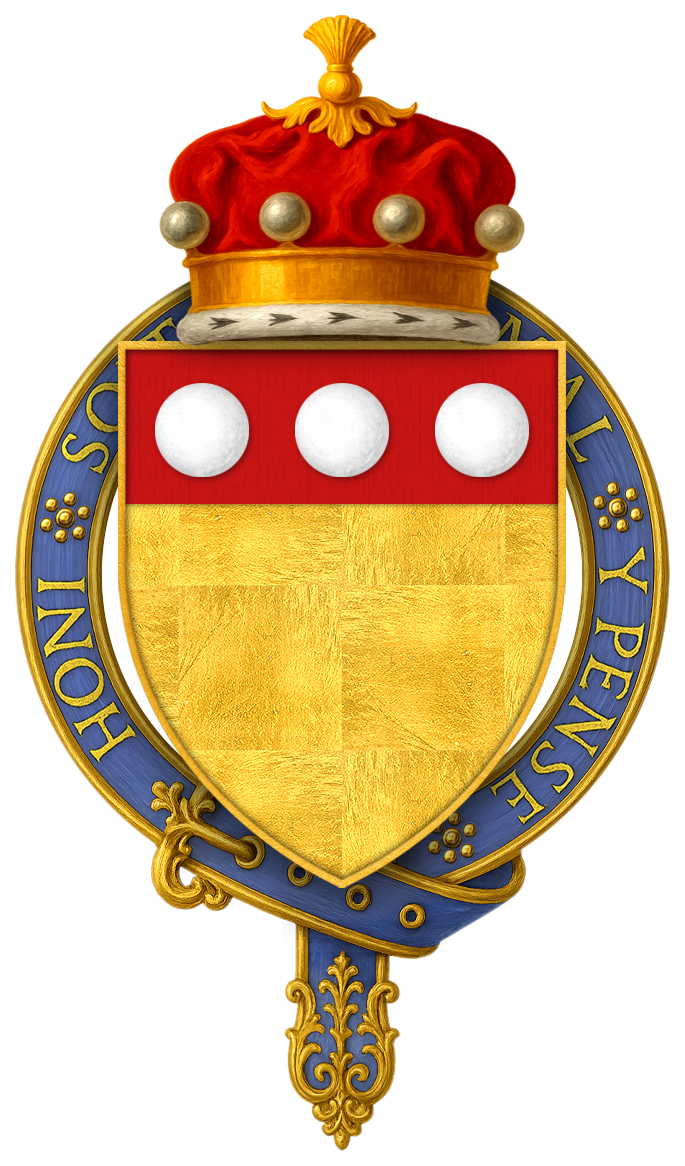
Blasone di Sir Thomas de Camoys, primo Barone di Camoys

Sir Thomas de Camoys, I barone Camoys (1351 – 28 marzo 1421), è stato un nobile inglese, pari d'Inghilterra, comandante dell'ala sinistra delle forze Inglesi nella battaglia di Azincourt.

## Biografia
Thomas di Camoys nipote di Ralph di Camoys (1336) da parte della seconda moglie, Elizabeth le Despenser, sorella di Hugh le Despenser primo Conte di Winchester (giustiziato il 27 ottobre 1326), e figlio di Sir John Camoys di Gressenhall, Norfolk, dalla sua seconda moglie, Elizabeth le Latimer, sorella del Barone Latimer.
Dal 20 agosto 1383 al 26 febbraio 1421 fu pari ereditario del Parlamento per diritto, attraverso il quale fu designato primo Barone Camoys.
Nel 1380 Camoys fu al seguito di suo cugino William Latimer, quarto Barone Latimer in una spedizione in Francia, fu fatto cavaliere da Thomas di Woodstock, primo Duca di Gloucester, allora Conte di Buckingham.. Servì anche in una spedizione in Scozia nel 1385.
Secondo Leland, Camoys ebbe pochi benefici sotto Riccardo II, e dopo la deposizione dello stesso, sotto Enrico IV fece parte del primo parlamento.  La sua lealtà sotto il nuovo Re, gli portò diversi privilegi. Suo figlio, Richard, fu fatto cavaliere dal Re alla sua incoronazione,ed egli stesso scorto la nuova regina Giovanna di Navarra in Inghilterra nel giugno del 1403.
Prima dello imbarco di Enrico V per la Francia, Camoys fu presente all'incontro del consiglio del Re per pianificare l'invasione e fu nominato il 31 luglio del 1415 nella commissione che condannò Riccardo Plantageneto, III conte di Cambridge, e Henry Scrope, terzo Barone Scrope di Masham, alla morte, per il complotto di Southampton. Alla Battaglia di Azincourt, Camoys comandò la retroguardia alla sinistra della linea Inglese, e come riconoscimento del suo servizio fa ordinato cavaliere della giarrettiera nel 23 aprile 1416.
Camoys sposò in prime nozze Elizabeth Louches, sorella ed ereditiera di William Louches di Gran Milton e Chiselhampton, Oxfordshire. Da lei ebbe un figlio, Sir Richard Camoys, che morì prima del padre,  dei suoi figli, Hugh de Camoys, ereditò la baronia e la sorella Alice Camoys,  sposò Sir Leonard Hastings (20 ottobre 1455) da cui ebbe 4 figli, William Hastings, Richard Hastings, Ralph Hastings e Thomas Hastings, e 3 figlie, Elizabeth, che sposò Sir John Donne, Anne, che sposò Thomas Ferrers, e Joan, che sposò John Brokesby. Lord Camoys si sposò in seconde nozze con, Elizabeth Mortimer, vedova di Henry Percy (Hotspur), e figlia di Edmund Mortimer, terzo Conte di March, e Philippa, quinta Contessa dell'Ulster, sorella di Lionello, duca di Clarence, secondo figlio di Edoardo III d'Inghilterra. Dalla sua seconda moglie ebbe un figlio, Sir Roger Camoys.
Camoys ereditò i Manieri di Trotton, Broadwater, West Sussex e Elsted in Sussex, e altri manieri in Northamptonshire da suo zio, Thomas de Camoys, secondo Barone di Camoys (1372), e Elizabeth Louches gli portò i due piccoli manieri di Chiselhampton e Oxfordshire. La fattoria fortificata e ancora conosciuta come Corte di Camoys.
La seconda moglie di Camoys, Elizabeth Mortimer, morì il 20 aprile 1417. Camoys stesso morì il 28 Marzo 1421.. Succedette alla baronia suo nipote Hugh de Camoys.